# Juri Timofejewitsch Galanskow
Juri Timofejewitsch Galanskow (russisch Юрий Тимофеевич Галансков; * 19. Juni 1939 in Moskau; † 4. November 1972 in Mordwinien) war ein sowjetischer Dichter und Dissident.

## Leben
Galanskow, Sohn einer Arbeiterfamilie, arbeitete schon früh als Foto-Zeitnehmer in einer Normierungsstation, als Laborant in einem Werkzeugmacher-Technikum, als Beleuchter in einem Theater und als Hilfsarbeiter in einem Literaturmuseum. 1960 begann er ein Fernstudium der Geschichte an der Lomonossow-Universität Moskau, von dem er jedoch nach dem zweiten Semester ausgeschlossen wurde. 1965 begann er ein Archivar-Abendstudium am Moskauer Staatlichen Institut für Geschichte und Archivwissenschaft.
Seine Dichtertätigkeit begann Galanskow als Aktivist der informellen Dichterlesungen auf dem Moskauer Majakowski-Platz (1959–1961). Seine Lyrik, oft in rhythmischer Prosa, war gekennzeichnet durch kraftvolle Bilder, mit denen er die Hoffnungslosigkeit herausschrie und sich von den bedrohlichen Gewaltvisionen befreite.
Galanskows politische Ansichten waren bestimmt von Elementen des anarchischen Pazifismus, des radikalen Antikommunismus und des Solidarismus, so dass er sich später dem Bund der russischen Solidaristen anschloss. Als konsequenter Anhänger der Gewaltlosigkeit trat er der Initiative zur Gründung der Weltunion der Kämpfer für die allgemeine Abrüstung bei, für die er ein Programm schrieb (1960–1961). 1961 wurde er Mitglied der Gruppe, die den Samisdat-Sammelband Phoenix Nr. 1 herausgab. Darin befanden sich seine Gedichte Ein menschliches Manifest und Proletarier aller Länder, vereinigt Euch! sowie Werke von Boris Pasternak und Natalja Gorbanewskaja. Wegen dieser Veröffentlichung wurde Galanskow mehrere Monate in einer Psychiatrischen Klinik festgehalten. Der 1962er Band wurde im Ausland in der Zeitschrift Grani Nr. 52 veröffentlicht. Phoenix Nr. 2 (Phoenix-66) gab Galanskow allein heraus. Am 5. Dezember 1965 beteiligte er sich am Glasnost Meeting in Moskau. Im Sommer 1966 organisierte er die Moskauer Oppositionsjugend und führte ein neues Meeting gegen die verfassungswidrige politische Macht auf dem Puschkin-Platz durch.
Am 19. Januar 1967 wurde Galanskow verhaftet und am 12. Januar 1968 zu 7 Jahren verschärfter Lagerhaft verurteilt zusammen mit Alexander Ginsburg, dem er bei der Arbeit für das Weißbuch über den Sinjawski-Daniel-Prozess geholfen hatte. Seine Strafe verbüßte er im Lager Nr. 17 in Mordwinien. Er starb an einer Blutvergiftung nach einer Magendurchbruch-Operation im Lagerkrankenhaus und wurde auf dem Lagergelände begraben. 1991 wurden seine Gebeine auf den Kotljakowo-Friedhof in Moskau überführt.